# 骨器
骨器或骨角器，是指人類以動物的骨頭，間也有用角和牙（如鹿角和象牙）研磨而製的器具。 該器具可用來漁獵甚至裝飾。於考古學中，骨角器的出現，常被視為人類文明的進步的重要指標，其理由是磨製骨角需要更多鋸、切、削、磨、鑽的技能。通常為動物的骨頭，例如針、錐、魚標和刀鑿等，于舊石器時代出現，新石器時代大量使用，鐵器時代因為鐵器的使用而逐漸消失，不過事實上以人或動物骨頭製成的器具在人類進入鐵器時代後依然部份地存在，像西藏某些喇嘛所使用的人骨法器即為一例（有一種用頭蓋骨製成的）。